# Acropora abrotanoides
Acropora abrotanoides is een rifkoralensoort uit de familie van de Acroporidae. De wetenschappelijke naam van de soort is voor het eerst geldig gepubliceerd door Lamarck. De soort komt voor in de Rode Zee, de Golf van Aden, de zuidwestelijke en noordelijke Indische Oceaan, in de zeeën bij Indonesië, Australië, Zuidoost-Azië en Japan en in de Oost-Chinese Zee en het westelijke en centrale deel van de Grote Oceaan. De soort staat op de Rode Lijst van de IUCN geklasseerd als 'niet bedreigd'.